# Puchar Ameryki Północnej w narciarstwie dowolnym 2017/2018
Puchar Ameryki Północnej w narciarstwie dowolnym 2017/2018 rozpoczął się 15 grudnia 2017 roku w amerykańskim Copper Mountain, a zakończył się 31 marca 2018 roku w kanadyjskim ośrodku narciarskim Le Relais.

## Konkurencje
- AE = skoki akrobatyczne
- MO = jazda po muldach
- DM = jazda po muldach podwójnych
- SX = skicross
- SS = slopestyle
- HP = halfpipe
- BA = big air

## Kalendarz i wyniki Pucharu Ameryki Północnej

### Mężczyźni
| Lp. | Data             | Miejscowość                 | Dyscyplina | 1. Miejsce              | 2. Miejsce       | 3. Miejsce              |
| --- | ---------------- | --------------------------- | ---------- | ----------------------- | ---------------- | ----------------------- |
| 1.  | 15 grudnia 2017  | Copper Mountain             | HP         | Cassidy Jarrell         | Dylan Ladd       | Joey Lang               |
| 2.  | 16 grudnia 2017  | Copper Mountain             | HP         | Hunter Hess             | Dylan Ladd       | Cassidy Jarrell         |
| 3.  | 16 grudnia 2018  | Utah Olympic Park           | AE         | Justin Schoenefeld      | Nicholas Novak   | Zachary Surdell         |
| 4.  | 17 grudnia 2018  | Utah Olympic Park           | AE         | Zachary Surdell         | Wesley Perry     | Thomas Coe              |
| 5.  | 22 stycznia 2018 | Nakiska                     | SX         | Reece Howden            | Mathieu Leduc    | Ned Ireland             |
| 6.  | 23 stycznia 2018 | Nakiska                     | SX         | Reece Howden            | Mathieu Leduc    | Ned Ireland             |
| 7.  | 27 stycznia 2018 | Val Saint-Côme              | MO         | Kerrian Chunlaud        | Luke Ulsifer     | Hunter Bailey           |
| 8.  | 28 stycznia 2018 | Val Saint-Côme              | DM         | Dylan Walczyk           | Hunter Bailey    | Gabriel Dufresne        |
| 9.  | 3 lutego 2018    | Killington Resort           | MO         | Dylan Walczyk           | Kerrian Chunlaud | Brenden Kelly           |
| 10. | 4 lutego 2018    | Killington Resort           | DM         | Dylan Walczyk           | George McQuinn   | Jesse Andringa          |
| 11. | 9 lutego 2018    | Calgary                     | SS         | Philippe Langevin       | Patrick Dew      | Etienne Geoffroy Gagnon |
| 12. | 10 lutego 2018   | Calgary                     | HP         | Birk Irving             | Brendan Mackay   | Samson Schuiling        |
| 13. | 11 lutego 2018   | Calgary                     | HP         | Birk Irving             | Hunter Hess      | Cassidy Jarrell         |
| 14. | 13 lutego 2018   | Sunday River Resort         | SX         | Reece Howden            | Zach Belczyk     | Mathieu Leduc           |
| 15. | 14 lutego 2018   | Sunday River Resort         | SX         | Mathieu Leduc           | Reece Howden     | Zach Belczyk            |
| 16. | 17 lutego 2018   | Lake Placid                 | AE         | Odwołano                | Odwołano         | Odwołano                |
| 17. | 18 lutego 2018   | Lake Placid                 | AE         | Odwołano                | Odwołano         | Odwołano                |
| 18. | 18 lutego 2018   | Calabogie Peaks             | SX         | Brant Crossan           | Zach Belczyk     | Jason Oliemans          |
| 19. | 19 lutego 2018   | Calabogie Peaks             | SX         | Zach Belczyk            | Brant Crossan    | Jared Schmidt           |
| 20. | 23 lutego 2018   | Aspen / Buttermilk          | SS         | William Borm            | Tim Ryan         | Max Moffatt             |
| 21. | 24 lutego 2018   | Aspen / Buttermilk          | BA         | Noah Morrison           | Cody Laplante    | Kiernan Fagan           |
| 22. | 24 lutego 2018   | Aspen / Buttermilk          | HP         | Birk Irving             | Kyle Smaine      | Hunter Hess             |
| 23. | 23 lutego 2018   | Le Relais                   | AE         | Justin Schoenefeld      | Harrison Smith   | Jasper Holcomb          |
| 24. | 24 lutego 2018   | Le Relais                   | AE         | Justin Schoenefeld      | Nicolas Marchand | Tommy Doyle             |
| 25. | 24 lutego 2018   | Calgary                     | MO         | Laurent Dumais          | Yutaro Murata    | Dylan Walczyk           |
| 26. | 25 lutego 2018   | Calgary                     | DM         | Laurent Dumais          | Hunter Bailey    | Dylan Walczyk           |
| 27. | 1 marca 2018     | Utah Olympic Park           | AE         | Jasper Holcomb          | Patrick O Flynn  | Harrison Smith          |
| 28. | 2 marca 2018     | Utah Olympic Park           | AE         | Harrison Smith          | Wesley Perry     | Nicolas Marchand        |
| 29. | 3 marca 2018     | Park City                   | MO         | Hunter Bailey           | Jesse Andringa   | Dylan Walczyk           |
| 30. | 4 marca 2018     | Park City                   | DM         | Jesse Andringa          | Takashi Koyama   | Dylan Walczyk           |
| 31. | 7 marca 2018     | Sugarloaf                   | SX         | Reece Howden            | Trent McCarthy   | Jared Schmidt           |
| 32. | 8 marca 2018     | Sugarloaf                   | SX         | Odwołano                | Odwołano         | Odwołano                |
| 33. | 12 marca 2018    | Mammoth Mountain Ski Resort | SS         | Etienne Geoffroy Gagnon | Mac Forehand     | Hunter Henderson        |
| 34. | 13 marca 2018    | Mammoth Mountain Ski Resort | HP         | Jaxin Hoerter           | Sam McKeown      | Connor Ladd             |
| 35. | 23 marca 2018    | Red Mountain                | SX         | Reece Howden            | Ian Deans        | Kevin Drury             |
| 36. | 24 marca 2018    | Red Mountain                | SX         | David Duncan            | Ian Deans        | Zach Belczyk            |
| 37. | 26 marca 2018    | Stoneham                    | HP         | Odwołano                | Odwołano         | Odwołano                |
| 38. | 31 marca 2018    | Le Relais                   | SS         | Cody Laplante           | Mac Forehand     | Philippe Langevin       |

### Kobiety
| Lp. | Data             | Miejscowość                 | Dyscyplina | 1. Miejsce          | 2. Miejsce          | 3. Miejsce              |
| --- | ---------------- | --------------------------- | ---------- | ------------------- | ------------------- | ----------------------- |
| 1.  | 15 grudnia 2017  | Copper Mountain             | HP         | Abigale Hansen      | Svea Irving         | Zoe Atkin               |
| 2.  | 16 grudnia 2017  | Copper Mountain             | HP         | Abigale Hansen      | Svea Irving         | Rachael Anderson        |
| 3.  | 16 grudnia 2018  | Utah Olympic Park           | AE         | Karenna Elliott     | Flavie Aumond       | Frederike Duchaine      |
| 4.  | 17 grudnia 2018  | Utah Olympic Park           | AE         | Madison Varmette    | Winter Vinecki      | Karyl Loeb              |
| 5.  | 22 stycznia 2018 | Nakiska                     | SX         | Reina Umehara       | Taina Gairns        | Courtney Hoffos         |
| 6.  | 23 stycznia 2018 | Nakiska                     | SX         | Reina Umehara       | Tania Prymak        | Taina Gairns            |
| 7.  | 27 stycznia 2018 | Val Saint-Côme              | MO         | Berkley Brown       | Ali Kariotis        | Valérie Gilbert         |
| 8.  | 28 stycznia 2018 | Val Saint-Côme              | DM         | Avital Shimko       | Ali Kariotis        | Berkley Brown           |
| 9.  | 3 lutego 2018    | Killington Resort           | MO         | Valérie Gilbert     | Avital Shimko       | Sofiane Gagnon          |
| 10. | 4 lutego 2018    | Killington Resort           | DM         | Avital Shimko       | Sofiane Gagnon      | Valérie Gilbert         |
| 11. | 9 lutego 2018    | Calgary                     | SS         | Megan Oldham        | Elena Gaskell       | Sofia Tchernetsky       |
| 12. | 10 lutego 2018   | Calgary                     | HP         | Abigale Hansen      | Carly Margulies     | Rachael Karker          |
| 13. | 11 lutego 2018   | Calgary                     | HP         | Carly Margulies     | Elena Gaskell       | Svea Irving             |
| 14. | 13 lutego 2018   | Sunday River Resort         | SX         | Taina Gairns        | Abby McEwen         | Mikayla Martin          |
| 15. | 14 lutego 2018   | Sunday River Resort         | SX         | Taina Gairns        | Abby McEwen         | Mikayla Martin          |
| 16. | 17 lutego 2018   | Lake Placid                 | AE         | Odwołano            | Odwołano            | Odwołano                |
| 17. | 18 lutego 2018   | Lake Placid                 | AE         | Odwołano            | Odwołano            | Odwołano                |
| 18. | 18 lutego 2018   | Calabogie Peaks             | SX         | Zoe Chore           | Taina Gairns        | Courtney Hoffos         |
| 19. | 19 lutego 2018   | Calabogie Peaks             | SX         | Abby McEwen         | Zoe Chore           | Taina Gairns            |
| 20. | 23 lutego 2018   | Aspen / Buttermilk          | SS         | Marin Hamill        | Rell Harwood        | Elena Ann Paskevich     |
| 21. | 23 lutego 2018   | Aspen / Buttermilk          | BA         | Rell Harwood        | Megan Cressey       | Marin Hamill            |
| 22. | 24 lutego 2018   | Aspen / Buttermilk          | HP         | Abigale Hansen      | Svea Irving         | Eileen Gu               |
| 23. | 23 lutego 2018   | Le Relais                   | AE         | Kaila Kuhn          | Megan Smallhouse    | Karenna Elliott         |
| 24. | 24 lutego 2018   | Le Relais                   | AE         | Kaila Kuhn          | Madison Varmette    | Flavie Aumond           |
| 25. | 24 lutego 2018   | Calgary                     | MO         | Avital Shimko       | Maia Schwinghammer  | Sofiane Gagnon          |
| 26. | 25 lutego 2018   | Calgary                     | DM         | Elizabeth O Connell | Ali Kariotis        | Avital Shimko           |
| 27. | 1 marca 2018     | Utah Olympic Park           | AE         | Madison Varmette    | Kaila Kuhn          | Tasia Tanner            |
| 28. | 2 marca 2018     | Utah Olympic Park           | AE         | Kaila Kuhn          | Karenna Elliott     | Abbey Willcox           |
| 29. | 3 marca 2018     | Park City                   | MO         | Hannah Soar         | Avital Shimko       | Mackenzie Schwinghammer |
| 30. | 4 marca 2018     | Park City                   | DM         | Berkley Brown       | Sofiane Gagnon      | Ali Kariotis            |
| 31. | 7 marca 2018     | Sugarloaf                   | SX         | Abby McEwen         | Taina Gairns        | Mazie Hayden            |
| 32. | 8 marca 2018     | Sugarloaf                   | SX         | Odwołano            | Odwołano            | Odwołano                |
| 33. | 12 marca 2018    | Mammoth Mountain Ski Resort | SS         | Marin Hamill        | Elena Ann Paskevich | Svea Irving             |
| 34. | 13 marca 2018    | Mammoth Mountain Ski Resort | HP         | Svea Irving         | Constance Brogden   | Elena Ann Paskevich     |
| 35. | 23 marca 2018    | Red Mountain                | SX         | Kelsey Serwa        | Brittany Phelan     | Tiana Gairns            |
| 36. | 24 marca 2018    | Red Mountain                | SX         | Kelsey Serwa        | Brittany Phelan     | Mazie Hayden            |
| 37. | 26 marca 2018    | Stoneham                    | HP         | Odwołano            | Odwołano            | Odwołano                |
| 38. | 31 marca 2018    | Le Relais                   | SS         | Rell Harwood        | Marin Hamill        | Megan Oldham            |